# La Motte-Feuilly
La Motte-Feuilly är en kommun i departementet Indre i regionen Centre-Val de Loire i de centrala delarna av Frankrike. Kommunen ligger i kantonen La Châtre som tillhör arrondissementet La Châtre. År 2022 hade La Motte-Feuilly 74 invånare.

## Befolkningsutveckling
Antalet invånare i kommunen La Motte-Feuilly
Referens:INSEE